# Peggie Castle
Peggie Castle (* 22. Dezember 1927 als Peggy Thomas Blair in Appalachia, Virginia; † 11. August 1973 in Hollywood, Kalifornien) war eine US-amerikanische Schauspielerin.

## Leben
Castle begann ihre Karriere als Fotomodell. 1947 hatte sie ihre erste Filmrolle, noch unter dem Pseudonym Peggy Call. Es folgten einige kleine Rollen ohne Namensnennung im Abspann, bevor sie in den 1950er Jahren Karriere in B-Movie-Produktionen machte. Die Blondine spielte unter anderem in zwei Mickey-Spillane-Verfilmungen, Der Richter bin ich und Das lange Warten. Sie trat in zahlreichen Western und einigen Science-Fiction-Filmen auf, darunter Beginning of the End. In größeren Hollywoodproduktionen hatte sie kleinere Rollen, unter anderem im Abenteuerfilm Die Piratenbraut und dem Drama Die Ehrgeizige.
Nach ersten Fernsehauftritten ab 1953, unter anderem in den Westernserien Rauchende Colts und Cheyenne erhielt sie 1959 die Rolle der Saloonbesitzerin Lily Merrill in der Westernserie Lawman, die sie bis zu deren Einstellung 1962 in 106 Episoden darstellte. Hierfür erhielt sie 1960 einen Stern auf dem Hollywood Walk of Fame. Danach hatte sie nur noch einen letzten Auftritt, in einer Episode der Serie Die Leute von der Shiloh Ranch.
Castle war viermal verheiratet, unter anderem mit dem Regieassistenten William McGarry. Aus dieser Ehe ging auch ihr einziges Kind hervor. Gegen Ende ihrer Karriere litt sie unter Alkoholkrankheit und starb im Alter von 45 Jahren an Leberzirrhose.

## Filmografie (Auswahl)

### Fernsehen
- 1957: Perry Mason
- 1957: Rauchende Colts (Gunsmoke)
- 1958: 77 Sunset Strip
- 1959–1962: Lawman
- 1966: Die Leute von der Shiloh Ranch (The Virginian)

### Film
- 1949: Mr. Belvedere kann alles besser (Mr. Belvedere Goes to College)
- 1950: Die Piratenbraut (Buccaneer’s Girl)
- 1950: I Was a Shoplifter
- 1950: Dein Leben in meiner Hand (Woman in Hiding)
- 1950: Ins Leben entlassen (Outside the Wall)
- 1950: Ohne Skrupel (Shakedown)
- 1951: Die Ehrgeizige (Payment on Demand)
- 1951: Sieg über das Dunkel (Bright Victory)
- 1951: Dschingis Khan – Die goldene Horde (The Golden Horde)
- 1952: Invasion gegen USA (Invasion U.S.A.)
- 1953: Der Richter bin ich (I, the Jury)
- 1953: Taxi 539 antwortet nicht (99 River Street)
- 1953: Mit Winchester und Peitsche (Cow Country)
- 1954: Die Hand am Abzug (The Yellow Tomahawk)
- 1955: Der Teufel im Sattel (Tall Man Riding)
- 1956: Einer schoss schneller (The Oklahoma Woman)
- 1957: Beginning of the End
- 1957: Ich ritt für Jesse James (Hell's Crossroads)

## Auszeichnungen
- 1960: Stern auf dem Hollywood Walk of Fame, 6266 Hollywood Blvd.